# リッチー・マーティン
リッチー・マーティン（英語: Richie Martin, 本名：リチャード・アレン・マーティン（Richard Allen Martin, 1994年12月22日 - ）は、アメリカ合衆国ミシガン州デトロイト出身のプロ野球選手（遊撃手）。右投右打。MLBのロサンゼルス・エンゼルス傘下所属。

## 経歴

### プロ入り前
2012年のMLBドラフト38巡目（全体1151位）でシアトル・マリナーズから指名されたが、この時は契約せずにフロリダ大学へ進学した。大学時代はハリソン・ベイダーとチームメイトだった。

### プロ入りとアスレチックス傘下時代
2015年のMLBドラフト1巡目（全体20位）でオークランド・アスレチックスから指名され、プロ入り。契約後、傘下のA-級バーモント・レイクモンスターズでプロデビュー。51試合に出場して打率.237、2本塁打、16打点、7盗塁を記録した。
2016年はA+級ストックトン・ポーツとAA級ミッドランド・ロックハウンズでプレーし、2球団合計で94試合に出場して打率.235、3本塁打、38打点、14盗塁を記録した。
2017年もA+級ストックトンとAA級ミッドランドでプレーし、2球団合計で109試合に出場して打率.234、4本塁打、33打点、13盗塁を記録した。
2018年はAA級ミッドランドでプレーし、118試合に出場して打率.300、6本塁打、42打点、25盗塁を記録した。

### オリオールズ時代
2018年12月13日にルール・ファイブ・ドラフトでボルチモア・オリオールズから指名され、移籍した。
2019年3月28日のニューヨーク・ヤンキースとのシーズン開幕戦にて「9番・遊撃手」で先発出場してメジャーデビュー（この試合では3打数無安打）。この年は120試合に出場して打率.208、6本塁打、23打点、10盗塁を記録した。
2020年は骨折した手首の手術のため、シーズンを全休した。
2021年8月3日のヤンキース戦で2年ぶりのメジャー復帰を果たした。オフの11月30日にマイナー契約で傘下のAAA級ノーフォーク・タイズへ配属された。
2022年は開幕をAAA級ノーフォークで迎え、6月11日にメジャー契約を結んでアクティブ・ロースター入りした。9月1日にDFAとなり、3日にマイナー契約でAAA級ノーフォークへ配属されたが、同日中にウェイバー公示され、10月6日にFAとなった。

### ナショナルズ傘下時代
2023年1月17日にシンシナティ・レッズとマイナー契約を結び、スプリングトレーニングには招待選手として参加することなり、同日中に傘下AAAのルイビル・バッツに配属された。3月28日にFAとなった。4月14日にワシントン・ナショナルズとマイナー契約を結び、、同日中に傘下AAAのロチェスター・レッドウイングスに配属された。

### レンジャーズ傘下時代
2025年5月24日、テキサス・レンジャーズとマイナー契約を結んだ。同日中にAAA級のラウンドロック・エクスプレスに配属された。

## プレースタイル
好守と俊足が売りである。

## 詳細情報

### 年度別打撃成績
| 年 度    | 球 団    | 試 合 | 打 席 | 打 数 | 得 点 | 安 打 | 二 塁 打 | 三 塁 打 | 本 塁 打 | 塁 打 | 打 点 | 盗 塁 | 盗 塁 死 | 犠 打 | 犠 飛 | 四 球 | 敬 遠 | 死 球 | 三 振 | 併 殺 打 | 打 率 | 出 塁 率 | 長 打 率 | O P S |
| -------- | -------- | ----- | ----- | ----- | ----- | ----- | -------- | -------- | -------- | ----- | ----- | ----- | -------- | ----- | ----- | ----- | ----- | ----- | ----- | -------- | ----- | -------- | -------- | ----- |
| 2019     | BAL      | 120   | 309   | 283   | 29    | 59    | 8        | 3        | 6        | 91    | 23    | 10    | 1        | 5     | 1     | 14    | 0     | 6     | 83    | 6        | .208  | .260     | .322     | .581  |
| 2021     | BAL      | 37    | 105   | 98    | 9     | 23    | 2        | 0        | 1        | 28    | 8     | 0     | 2        | 1     | 1     | 4     | 0     | 1     | 28    | 1        | .235  | .269     | .286     | .555  |
| 2022     | BAL      | 13    | 33    | 30    | 4     | 5     | 0        | 2        | 0        | 9     | 3     | 3     | 1        | 0     | 0     | 3     | 0     | 0     | 10    | 0        | .167  | .242     | .300     | .542  |
| MLB：3年 | MLB：3年 | 170   | 447   | 411   | 42    | 87    | 10       | 5        | 7        | 128   | 34    | 13    | 4        | 6     | 2     | 21    | 0     | 7     | 121   | 7        | .212  | .261     | .311     | .572  |

- 2022年度シーズン終了時

### 年度別守備成績
| 年 度 | 球 団 | 遊撃（SS） | 遊撃（SS） | 遊撃（SS） | 遊撃（SS） | 遊撃（SS） | 遊撃（SS） |
| 年 度 | 球 団 | 試 合      | 刺 殺      | 補 殺      | 失 策      | 併 殺      | 守 備 率   |
| ----- | ----- | ---------- | ---------- | ---------- | ---------- | ---------- | ---------- |
| 2019  | BAL   | 117        | 108        | 224        | 10         | 46         | .971       |
| 2021  | BAL   | 37         | 49         | 77         | 6          | 10         | .955       |
| MLB   | MLB   | 154        | 157        | 301        | 16         | 56         | .966       |

- 2021年度シーズン終了時

### 背番号
- 1（2019年、2021年 - 2022年）